# El Omaria
El Omaria là một đô thị thuộc tỉnh Médéa, Algérie. Dân số thời điểm năm 2002 là 17.661 người.